# ウェストフィールド (インディアナ州)
ウェストフィールド（Westfield）は、アメリカ合衆国インディアナ州中央部に位置する都市。州都インディアナポリスの北約30kmに位置し、同市の郊外都市となっている。1990年代以降、南に隣接するカーメルや、その東隣のフィッシャーズと同様の急成長を遂げており、1990年時点では3,304人、2000年時点では9,293人であった人口は、2020年国勢調査時点では46,410人を数える。

## 歴史
ウェストフィールドは1834年、ノースカロライナ州から移入してきたアサ・ベールズ、アンブローズ・オズボーン、およびサイモン・ムーンの3人の友会徒が創設した。その10年後、1844年には、ウェストフィールドにはウエスレアン・メソジスト教会が置かれた。これら、キリスト友会とウエスレアン・メソジスト教会は奴隷制反対の立場で共通しており、それ故にウェストフィールドを地下鉄道の重要な「駅」たらしめた。

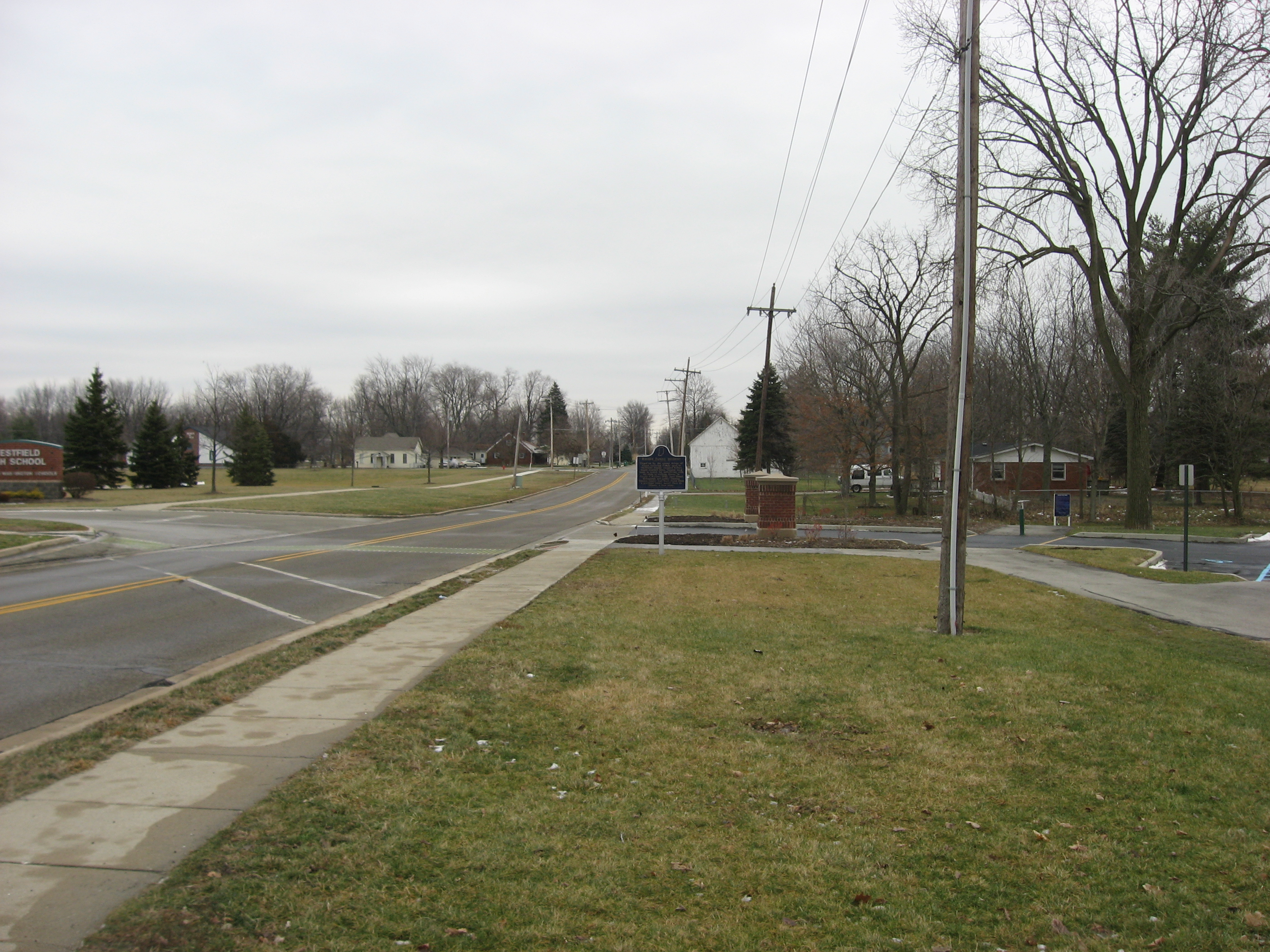
「ローズ一家事件」で、群衆がボーンの車を止めさせ、一家を逃がした地点

初期のウェストフィールドの、反奴隷制の住民性を象徴する事件も起きた。1837年、ミズーリ州から逃亡した奴隷一家がウェストフィールドに移り住み、ローズという姓を名乗り、名も変えていた。しかし1844年、シングルトン・ボーンが一家を「連れ戻し」に来たと主張し、一家が住んでいた家から連れ出そうとした。やがて近隣の住民が駆けつけ、ボーンはひとまず、一家をノーブルズビルの裁判所に連れて行くことで合意した。しかし、住民は一家をウェストフィールドに留めるべきだとして、群衆を成してボーンの車を止めさせ、一家を逃がした。ボーンは「奴隷を連れ戻しにきたのに妨害された」として、住民を相手取って訴訟を起こした（ボーン対ウィリアムズ）。翌1845年、裁判所はこの案件に対し、「以前の所有者が一家を連れて自由州たるイリノイ州との州境を越えた時点で、一家は解放された」と判決を出し、ボーンは敗訴した。この一連の事件は「ローズ一家事件」として知られ、群衆が一家を逃がした地点には、現在ではインディアナ州歴史局の歴史看板が立っている。また、2017年には、フィッシャーズの野外歴史博物館コナー・プレーリーで、この「ローズ一家事件」を再現する劇が上演された。
ウェストフィールドは1849年に町として正式に法人化された。1860年には公立のウェストフィールド高校が、翌1861年にはキリスト友会系私立のユニオン高等アカデミー（現ユニオン聖書大学・アカデミー）がそれぞれ開校した。しかしその後20世紀に入り、1930年代、世界恐慌直後においても、ウェストフィールドは伝統的な、のどかな農村地帯であり続けた。
しかし20世紀も末、1990年代に入ると、近隣のカーメルやフィッシャーズ、ノーブルズビルと同様に、ウェストフィールドもインディアナポリス北郊の住宅都市として急速に発展していくようになった。21世紀に入っても急成長が続き、2000年の国勢調査時点では9,293人であった人口は、2010年の国勢調査では30,068人と、21世紀最初の10年間だけで3倍以上に膨れ上がった。2008年1月1日には、ウェストフィールドは市制を施行し、アンディ・クックが初代市長に就任した。同じく2008年2月には、急増した人口規模に見合うような中心業務地区を創るべく、「グランド・ジャンクション・プラザ」の建設や、新市庁舎の建設などを盛り込んだ、「グランド・ジャンクション・マスター・プラン」（Grand Junction Master Plan）と呼ばれる中心部再開発計画（後述）が策定された。

## 地理
ウェストフィールドは北緯40度1分56秒 西経86度7分44秒 / 北緯40.03222度 西経86.12889度に位置している。市はインディアナ州中央部、ハミルトン郡中西部にあり、州都インディアナポリスのダウンタウンからは北へ約30kmである。南にはカーメルが、また東にはハミルトン郡の郡庁が置かれているノーブルズビルが、それぞれ隣接している。
アメリカ合衆国国勢調査局によると、ウェストフィールド市は総面積80.46km2（31.07mi2）である。そのうち79.88km2（30.84mi2）が陸地で0.58km2（0.22mi2）が水域である。総面積の0.72%が水域となっている。市の標高は270mである。
ウェストフィールドを含むインディアナポリス都市圏の気候は、ケッペンの気候区分では計算上は温暖湿潤気候 (Cfa) となるものの、中西部に広く分布する冷帯湿潤気候 (Dfa) に近く、蒸し暑い夏とやや寒さの厳しい冬に特徴付けられる内陸型である。気候についての詳細は、インディアナポリス#気候も参照のこと。

### 都市概観
ウェストフィールドの街路は、中心部の数ブロックは整然と区画されているが、郊外型の住宅地が占める市域の大部分においては入り組んでいる。市中心部を東西に通る通りはユニオン・ストリートを境に東（E）と西（W）に、また南北に通る通りはメイン・ストリート（州道32号線）を境に南（S）と北（N）に、それぞれ分かれている。メイン・ストリートは、市中心部以東、ノーブルズビル市中心部以西ではウェストフィールド・ロードと呼ばれ、ノーブルズビル市中心部に入ると、その東西に通るメインの通りであるコナー・ストリートとなる。
一方、周縁部においては、東西に通る大きな通りには、マリオン郡（インディアナポリス）から通しの番号がついており、その末尾が1か6であるものが多い（169thストリートは例外的に末尾が「9」である）。例としては、カーメルとの市境を通る146thストリートや、市中心部では「メイン・ストリート」となる176thストリートが挙げられる。一方、南北に通る通りには数字はついておらず、大きなものは西からシェルボーン・ロード、タウン・ロード、ディッチ・ロード、スプリング・ミル・ロード、オーク・リッジ・ロード、キャリー・ロード、グレイ・ロード、ヘーゼル・デル・パークウェイ、およびリバー・ロード（その名が示す通りホワイト河畔を通る）が挙げられる。これらの通りには、カーメルから146thストリートを越えてウェストフィールド市域に入っても同じ名前で呼ばれている、というものも多く、ディッチ・ロードやスプリング・ミル・ロードに至っては、インディアナポリスから3市通じて同じ名前で呼ばれている。
前述の通り、市中心部においては、カーメルやフィッシャーズのそれと同様の、「副都心」的な中心業務地区を造るべく、2008年2月に策定された再開発計画「グランド・ジャンクション・マスター・プラン」に基づいて、2021年現在も建設が進められている。このグランド・ジャンクション・マスター・プランにおいては、次の6本の柱が掲げられている。
1. グランド・ジャンクション・プラザ: 東をユニオン・ストリート、北をジャージー・ストリート（メイン・ストリートの1本南）、および西と南をL字型に通るミル・ストリートに囲まれたブロックに、「グランド・ジャンクション・プラザ」という名の広場を建設する。
2. ランドマークともなり得る新しい市公共施設: グランド・ジャンクション・プラザの南東角（ユニオン・ストリートとミル・ストリートの北西角）に新市庁舎を、またグランド・ジャンクション・プラザからミル・ストリートを挟んだ西隣に新図書館を建設する。
3. 遊歩道システムの拡充: モノン・トレイルやミッドランド・トレイルと、その他地元の遊歩道、商業施設、公共施設、住宅地との接続を大幅に改善する。
4. 街路ネットワークの拡充: ポプラ・ストリート、ジャージー・ストリート、およびミル・ストリートを延伸し、既存街路との接続を改善する。
5. ストームウォーター（流出した雨水）処理施設の拡充: ストームウォーター処理と、周辺住民へのレクリエーションの場の提供を兼ねた調整池を設置する。
6. ダウンタウン・ゲートウェイ開発: メイン・ストリートに設けられている国道31号線のインターチェンジ周辺を「ダウンタウン・ゲートウェイ」と位置付け、ホテルや大型会議場、オフィスビルを建設する。

## 政治
ウェストフィールドの立法機関である市議会は7人の議員から成っている。7人の市議員のうち、5人は市を5つに分けた小選挙区から1人ずつ選出され、残り2人が全市から選出される。市議会議長は5人の市議員の中から選出される。小選挙区選出、全市選出のいずれの場合でも、市議員の任期は4年である。また、市議員のほか、市書記・出納役も選挙によって選出される。市書記・出納役は全市から選出され、その任期は4年である。

## 交通
ウェストフィールドを含むインディアナポリス都市圏の玄関口となる商業空港は、インディアナポリスのダウンタウンの南西約14km、ウェストフィールドからは南南西に約40km離れたインディアナポリス国際空港（IATA: IND）である。同空港には主要航空会社が各社ハブ空港からの便を就航させている。ウェストフィールドの西約11kmに立地するインディアナポリス・エグゼグティブ空港（IATA: 無し、FAA LIP: TYQ）は、ゼネラル・アビエーションと呼ばれる、自家用機やチャーター機などの発着が主となる、規模の小さい空港である。

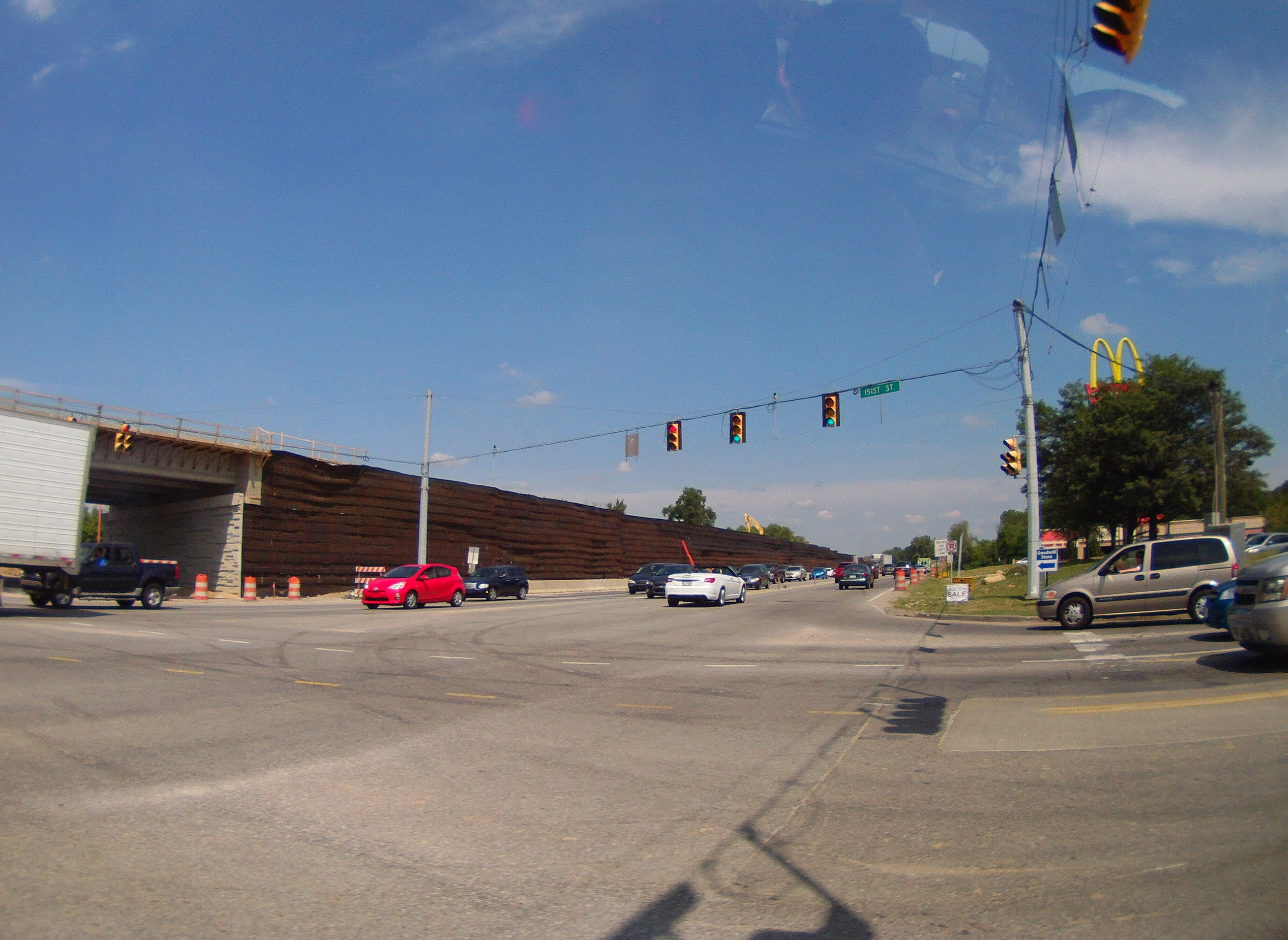
市南部を通る151stストリートとの交点上で、高速道路規格への改良工事とインターチェンジの建設が進む国道31号線（2013年8月）

州間高速道路はウェストフィールドの市域内を通っていないが、国道31号線が高速道路規格となっており、インディアナポリスから北へ、カーメルを経由してウェストフィールドへと通ずる、放射線としての役割を成している。I-65の支線で、インディアナポリスの環状道路になっているI-465は、国道31号線の高速道路区間の起点/終点となっているほか、I-65本線やI-69、I-70、I-74にもつながっている。I-65はシカゴ方面（北行）やルイビル方面（南行）へ、I-69はフォートウェインやミシガン州の州都ランシングを経由してカナダとの国境のポートヒューロンへ、I-70はオハイオ州コロンバス方面（東行）やセントルイス方面（西行）へ、I-74はシンシナティ（東行）やダベンポート（西行）へとそれぞれ通じている。
なお、国道31号線は、ウェストフィールド以北は大部分が一般道路となっているが、ココモやサウスベンドへと通じている（これら両市付近では高速道路規格になっている）。また、市を「メイン・ストリート」として東西に通る州道32号線は、東へはノーブルズビル市中心部を経由してアンダーソンの市中心部へと至り、西へはブーン郡に入って、その郡庁所在地レバノンでI-65本線に接続している。市北端を通り、国道31号線のインディアナポリス周辺における高速道路区間最北端のインターチェンジが設けられている州道38号線は、シェリダンやフランクフォートを経由して、ラファイエットへと通じている。
ウェストフィールド市内には路線バス等の公共交通機関は2021年現在通っていないが、2016年に策定された中央インディアナ交通整備計画（Central Indiana Transit Plan）では、同年に既にインディアナポリスで運行を開始し、同市北部のブロード・リップルと、南部のインディアナポリス大学とを、ダウンタウンを経由して結んでいるレッド・ラインというBRTを、「第2期」として北へ、カーメルを経由してウェストフィールドまで延伸することが盛り込まれている。

## 教育

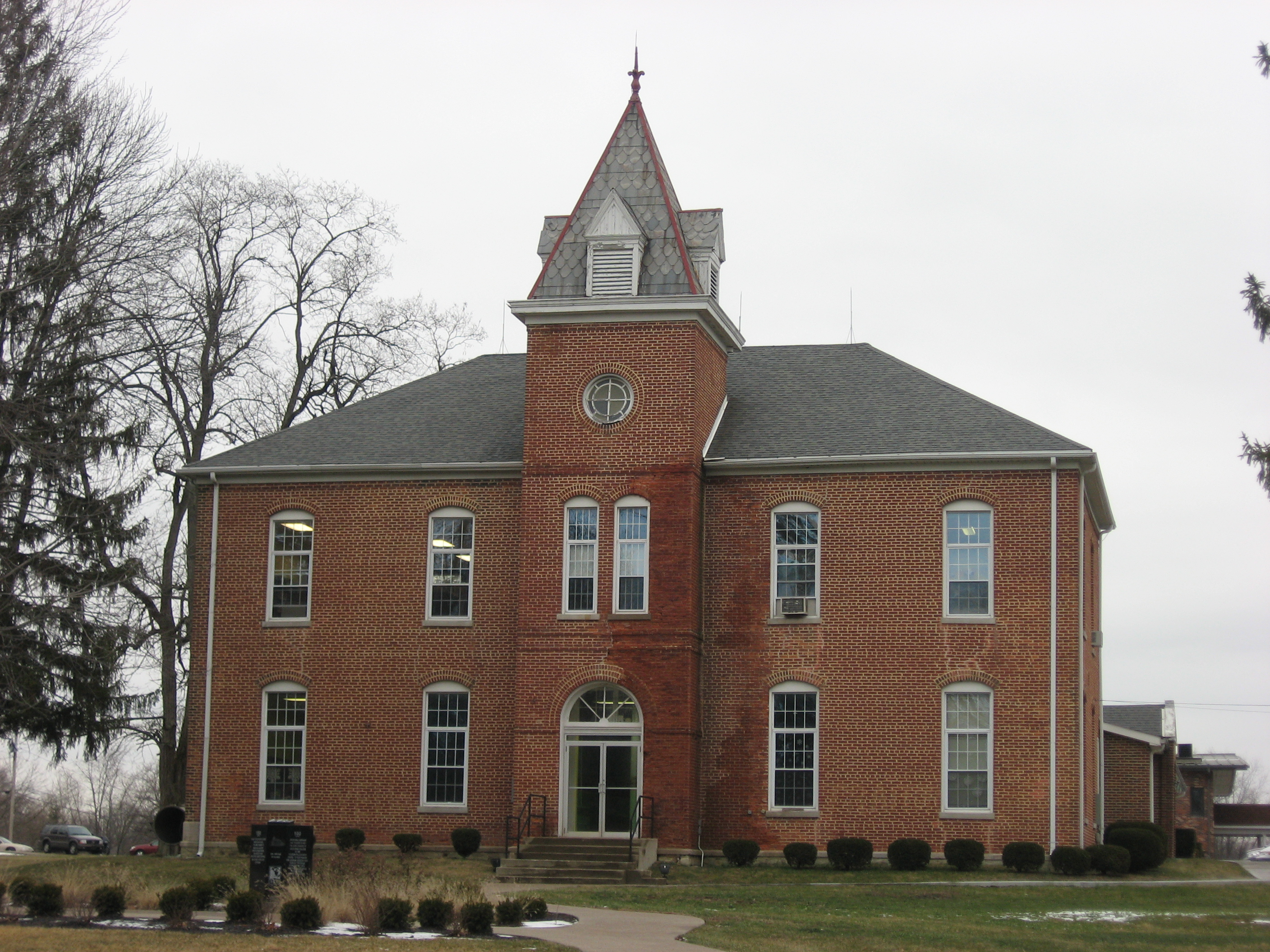
ユニオン聖書大学・アカデミー

ユニオン聖書大学・アカデミーはウェストフィールドの中心部のすぐ南に4エーカー（16,200m2）の小規模なキャンパスを構えている。ユニオン聖書大学はもともと、南北戦争が開戦した1861年に、キリスト友会がユニオン高等アカデミー（Union High Academy）という中等教育機関として創立した私立聖書学校をその淵源としている。同校の卒業生には牧師のほか、教師、医師、弁護士等になった者もいた。しかし、20世紀に入って公立学校に押され、閉校の危機に立たされた中、1911年にユニオン聖書学校（Union Bible Seminary）として再出発した。1980年には、同校はキリスト友会から離れ、超教派に移行した。やがて1989年に現称のユニオン聖書大学に改称され、大学学部レベルの教育を行うようになった。同学は主として牧師を養成する宗教学/キリスト教学のほか、教育学、比較文化学、および音楽の専攻分野を提供し、学士および準学士の学位を授与している。ユニオン聖書大学は、聖書高等教育協会により認定を受けている。また、ユニオン聖書大学は、ユニオン聖書アカデミーという小中高一貫校を併設している。なお、ユニオン聖書大学・アカデミーの校舎およびキャンパスは、1995年に「ユニオン高等アカデミー」として国家歴史登録財に指定されている。
ウェストフィールドにおけるK-12課程はウェストフィールド・ワシントン学区の管轄下にある公立学校によって支えられている。同学区は小学校（就学前教育・幼稚園・1-4年生）7校、中級学校（5-6年生）1校（ウェストフィールド中級学校）、中学校（7-8年生）1校（ウェストフィールド中学校）、高校（9-12年生）1校（ウェストフィールド高校）を有し、約8,000人の児童・生徒を抱えている。また、カトリックのインディアナ州ラファイエット司教区は、就学前教育および小中一貫校として、ウェストフィールドに聖マリア・ゴレッティ・カトリック学校を置いている。
ウェストフィールド最初の公立図書館は、1901年に設置された、蔵書数約700冊の小さなものであった。1911年には、ハミルトン郡初のカーネギー図書館がウェストフィールドに建てられ、公立図書館はそちらに移転した。しかし、このカーネギー図書館が手狭になったため、1983年に、市中心部のすぐ北、フーバー・ストリート沿いに新しい図書館が建てられ、カーネギー図書館から移転し、現在に至っている。しかし、この現在の図書館も、1990年代以降の人口の急増で手狭になってきたため、2021年、より新しい図書館を建てるべく、その計画が策定され、予算が承認された。この新しい図書館は、2022年春に着工し、2023年夏もしくは秋の開館を予定している。

## 文化と名所
市の中心部、メイン・ストリートの1本北を通るペン・ストリートと、ユニオン・ストリートの1本東を通るエルム・アレイとの北東角にはウェストフィールド・ワシントン歴史協会本部・博物館が立地している。同協会は、1984年に創設150周年を記念して、ハミルトン郡歴史協会の助力を得て市史が出版されたのを機に、ウェストフィールドの歴史への関心が高まったのを受けて1995年に設立された。その後2008年、旧消防署に同協会本部が入居し、同協会の歴史博物館とした。同館は主として、ウェストフィールド、およびワシントン郡区の歴史に関する事物を収蔵・展示している。2021年、同協会は1835年にウェストフィールドに入植したニコラス・バーカーの丸太小屋を市庁舎の隣に復元すべく、その資金集めのために煉瓦を一般に販売し始めた。この煉瓦には購入者（個人・法人問わず）の名が刻まれ、丸太小屋に通ずる歩道に敷かれる。
市北西部、191stストリートに設けられた国道31号線のインターチェンジの西には、2014年に開園した、グランド・パークという運動公園が立地している。北を191stストリート、南を186thストリート、西をスプリング・ミル・ロード、東をトムリンソン・ロードに囲まれ、東端部にはモノン・トレイルも通る、400エーカー（162ha）の園内には、西側から中央部にかけて31面の多目的フィールド（主にサッカー、フットボール、フィールドホッケー、およびラクロスに用いられる）、東側に26面の野球場（ソフトボールにも用いられる）、および中央部北側に屋内のイベント・センターが設けられている。また、園内中央部南側には、地元NBAチーム、インディアナ・ペイサーズの名を冠した、ペイサーズ・アスレチック・センターが設けられている。2016年1月に開館したこのアリーナは8面のバスケットボールコートを取ることができ、バスケットボールのほか、バレーボールやフットサルにも使われている。同園はリトルリーグ・ベースボール・ワールドシリーズの五大湖地区予選や、ビッグ・テン・カンファレンスの男女サッカートーナメントの会場として使われてきた。また、2017年には、地元NFLチーム、インディアナポリス・コルツが、毎年恒例のトレーニングキャンプ会場として、同園と10年契約を結んだ。同園は毎年、延べ250万人以上の利用客を数え、また同園がウェストフィールドにもたらす経済投資は15億ドルにのぼる。

## 人口推移
以下にウェストフィールド市における1850年から2020年までの人口推移をグラフおよび表で示す。なお、1860年のデータは存在しない。インディアナポリス・カーメル・アンダーソン都市圏、およびインディアナポリス・カーメル・マンシー広域都市圏全体の人口については、インディアナポリス#都市圏を参照のこと。
| 統計年 | 人口     |
| ------ | -------- |
| 1850年 | 1,738人  |
| 1870年 | 608人    |
| 1880年 | 350人    |
| 1890年 | 815人    |
| 1900年 | 670人    |
| 1910年 | 700人    |
| 1920年 | 574人    |
| 1930年 | 688人    |
| 1940年 | 709人    |
| 1950年 | 849人    |
| 1960年 | 1,217人  |
| 1970年 | 1,837人  |
| 1980年 | 2,783人  |
| 1990年 | 3,304人  |
| 2000年 | 9,293人  |
| 2010年 | 30,068人 |
| 2020年 | 46,410人 |